# Guild of Fine Food
Pour les articles homonymes, voir GFF.

La Guild of Fine Food (GFF) est une société britannique, fondée par Bob Farrand en 1992 et ayant son siège à Gillingham, dans le Dorset (Royaume-Uni). Elle est principalement connue pour attribuer des prix à différents types de produits alimentaires, dont les Great Taste Awards et les World Cheese Awards, lancés en 1988. 

## Prix

### World Cheese Awards
La plus haute distinction des World Cheese Awards a été attribuée à onze reprises à des fromages produits en Angleterre, à sept reprises à des fromages produits en France, quatre fois à des fromages produits en Suisse, trois fois à des fromages produits en Espagne, une fois à des fromages produits en Italie, en Irlande, en Norvège, en Allemagne et au Canada. L'édition 2017 des World Cheese Awards a évalué plus de 3 000 fromages.

#### Liste des premiers prix
- 1988 : Blue Cheshire, Hutchinson-Smith & Sons, Angleterre
- 1989 : Blue Stilton, Dairy Crest Foods, Hartington, Angleterre
- 1990 : Mature Traditional Cheddar, Dairy Crest, Sturminster Newton, Angleterre
- 1991 : Fourme d'Ambert, Hennart Frères, France
- 1992 : Gruyère suisse Premier Cru, von Mühlenen, Suisse
- 1993 : Double Gloucester, Dairy Crest, Longridge, Angleterre
- 1994 : Brie de Meaux AOC, Hennart Frères, France
- 1995 : Shropshire Blue, Cropwell Bishop Creamery, Angleterre
- 1996 : Lord of the Hundreds, Traditional Cheese Dairy, Angleterre
- 1997 : Parmigiano reggiano, Caseficio Vittorio Quistello, Italie
- 1998 : Mature Traditional Cheddar, Dairy Crest, Sturminster Newton, Angleterre
- 1999 : Kollumer 18 mois (Old Dutch Master), Frico Cheese, Pays-Bas
- 2000 : Mature West Country Farmhouse Cheddar by Brue Valley Farms, Angleterre
- 2001 : Camembert Super Médaillon, Isigny Sainte-Mère, France et Mature Cheddar, Carbery, Irlande
- 2002 : Gruyère suisse Réserve, von Mühlenen, Suisse
- 2003 : Chèvre d'or Camembert au lait de chèvre, Eurial-Poitouaine/Eurilai, France
- 2004 : Camembert de Normandie, Isigny Sainte-Mère, France
- 2005 : Gruyère suisse Premier Cru, von Mühlenen, Suisse
- 2006 : Ossau-Iraty, Fromagerie Agour, France
- 2007 : Brie de Meaux, Renard-Gillard, France
- 2008 : Queso Arico curado pimentón, Sociedad Canaria de Formento of Tenerife, Espagne
- 2009 : Le Cendrillon, La Maison Alexis de Portneuf, Québec, Canada
- 2010 : Cornish Blue, Cornish Cheese Co., Angleterre
- 2011 : Ossau-Iraty, Fromagerie Agour, France
- 2012 : Manchego DO Gran Reserva, Dehesa de Los Llanos, Espagne
- 2013 : Montagnolo Affiné, Käserei Champignon, Allemagne
- 2014 : Bath Blue, Bath Soft Cheese, Angleterre
- 2015 : Gruyère suisse, von Mühlenen, Suisse
- 2016 : Kraftkar, Tingvollost, Norvège
- 2017 : Cornish Kern, Lynher Dairies Cheese Company, Angleterre
- 2018 : Fanaost, Gouda, Norvège
- 2019 : Rogue River Blue, fromage bleu, États-Unis
- 2020 : Pas de compétition du fait de la pandémie
- 2021 : Olavidia, fromage de chèvre, Espagne